# Бабин (Рівненський район)
Ба́бин — село в Україні, в Рівненському районі Рівненської області, адміністративний центр Бабинської сільської громади. Населення становить 2 291 особа.

## Історія
Найдавніша з відомих писемних згадок, яка стосується історії села Бабина — це запис у збірці документів князів Острозьких «Munimenta ducum in Ostrog», що припадає на 25 січня 1465 року. Тут уперше згадується волинський зем'янин, луцький повітник Івашко Бабинський. Його син пан Митко Бабинський — слуга князів Острозьких. Семен Бабинський — слуга й один з воєначальників великого гетьмана литовського Костянтина кн. Острозького. За його часів, 4 травня 1544 року вперше документально згадується село Бабин. На той час Бабин перебував у складі Великого князівства Литовського, у Луцькому повіті, Волинської землі. Богдана Бабинська — дружина Єсифа Немирича, який є репрезентантом відомого українського роду Немиричів. Іван Бабинський — перший відомий фундатор церкви Святої Пречистої в Бабині, яка згадується у 1620 році. Волинський шляхетський рід Бабинських володів Бабином до 1735 року.
Під час одного з наймасштабніших татарських набігів на Волинь, взимку між 1577 та 1578 роками, Бабин було спустошено та спалений загонами кримського хана Мехмеда ІІ Гірея. У1588 році було складено угоду про розмежування сіл Бабина та Рясників з Крупою між Андрієм Бабинським та Ганною Козинською. На той час бабинські землі межували зі селами Крупа, Рясники, Дорогобуж, Бугрин, Іллін та Підліски.
З початком Хмельниччини, у вересні 1648 року Бабин було спустошено покозаченими селянами звягельського полковника Михайла Тиші. У вересні 1649 року воно знову зазнало спустошення татарами. В цілому, за час козацького повстання населення та кількість димів у селі скоротилися вдвічі.
У 1677 році згадується архімандрит дорогобузький Йосип Бабинський. Згодом він став настоятелем Полоцького Софійського монастиря.
У серпні 1735 року Бабин з Антополем купив київський каштелян Казимир Стецький.
Відомо, що в Бабині існувала дерев'яна церква Івана Богослова (1771—1815). Вона згоріла під час пожежі в грудні 1815 року. Вцілілою залишилася тільки дерев'яна дзвіниця. Згодом її було розібрано на потреби парафіяльної школи при церкві.
З 1795 року Бабин у складі Волинського намісництва, Російської імперії. Від початку ХІХ століття у складі Бугринської волості, Острозького повіту, Волинської губернії.
Станом на 1815 рік село у власності Михайла-Гедеона Радивила та його дружини Олександри Радивил зі Стецьких. Її стараннями було розпочато будівництво нової мурованої церкви Івана Богослова. Воно розпочалося у 1820 році, а завершене було в 1839-му, стиль неокласицизм.
У 1853 році бувший маршал волинського дворянства Граціан Іпогорський-Ленкевич купив Бабин з Антополем у Олександри Радивил. Після його смерті селами володів син Фелікс Іпогорський-Ленкевич, а після смерті останнього, його сестра Октавія Іпогорська-Ленкевичівна.
Під кінець ХІХ століття Бабинську економію викупив Дмитро Піхно. У 1913 році було збудовано Бабинську цукроварню.
З початком Першої світової війни чимало мешканців села було примусово мобілізовано до царської армії.
7 (20) листопада 1917 року, відповідно до Третього Універсалу Української Центральної Ради, увійшло до складу Української Народної Республіки.
У 1918 році село Бабин увійшло до Погоринської землі, Української Народної Республіки та згодом до Української Держави.
З 1921 року село у складі першої Польської республіки. Адміністративно відносилося до Рівненської ґміни, Рівненського повіту, Волинського воєводства. 12 грудня 1933 року Бабин разом з Чорними Лозами були передані до Бугринської ґміни.
Починаючи з 1921 року Бабин став прихистком для еміґрантів з окупованої більшовиками території України. Зокрема, від жовтня 1923 року при цукрозаводі оселилося близько ста п'ятдесяти інтернованих старшин та козаків Армії УНР. Організацією працевлаштування й поселення опікувався генерал-підпоручник Тилу Дієвої Армії УНР Євген Білецький. Багато з них осіли тут і, взяли шлюби з місцевими мешканцями. Їхні нащадки проживають у селі й досі. 4 січня 1934 року в селі було створено «Просвітянську Хату», при ній існував український церковний хор. До його складу входили місцеві мешканці: Аврамчук Олексій, Данило та Радіон Кирилюки, Павло Талащук, Макар Кубай, Демид Новосад, Нечипір Замогильний та ін. Також серед місцевих просвітян значилися бувші вояки Армії УНР.
У міжвоєнний період одним із власників цукрозаводу був граф Роман Потоцький. Він двічі викупляв частки акцій цукрозаводу, власником якого був чехо-словацький концерн «Škoda». У 1938 році завдячуючи йому, на цукрозаводі практично повністю було замінено старе обладнання новим, на ньому підприємство працювало приблизно до кін. 1970-х років. Також Роман Потоцький ініціював будівництво римо-католицького костелу, що розпочалося в травні 1939 року. Автором його проєкту був відомий на той час польський архітектор та головний архітектор Рівного — Ян Ричґурський-Савич. 
З початком більшовицької окупації у вересні 1939 року його будівництво припинилося, було тимчасово поновлене згодом, під час вже нацистської окупації. З приходом на ці терени російських більшовиків, Бабин увійшов до складу Гощанського району, Рівненської області, УССР. Як і в багатьох селах почалися репресії, розкулачення та депортації.
З початком Німецько-совєтської війни в червні 1941 року, Бабин став свідком однієї з найбільших танкових битв Другої світової війни на лінії Луцьк-Дубно-Броди. Її епізод відбувся між селами Бабин, Рясники, Чорні Лози та Дмитрівка. Тоді ж, втікаючими звідси, загонами НКВД було розстріляно кілька бувших вояків Армії УНР, які працювали на цукрозаводі (Петра Авраменка, Тимоша Домбровського, Степана Паламарчука, Івана Мадія) та місцевого священника церкви Івана Богослова Леоніда Лойка. Згідно пізніших даних совєтської пропаганди, вони буцімто були розстріляні німцями. З відступом регулярних частин Червоної армії було понищене й обладнання цукрозаводу. Зокрема під час артилерійського обстрілу зі сторони Гощі було збито заводський димар. У часи німецької окупації цукрозавод було відновлено, про що писав редактор газети Волинь Улас Самчук, який неодноразово перебував там.
У 1944 році, з наступом Червоної армії на совєтсько-німецькому фронті, в селі розпочалося нове протистояння. Мешканці Бабина вступали до лав ОУН-УПА, також був розвинений волонтерський рух по допомозі повстанцям продуктами, одягом та іншим. Для запобігання збільшення кількості повстанців, підрозділами НКВД більшу частину чоловічого населення було насильно мобілізовано до Червоної армії та відправлено на совєтсько-німецький фронт у Білорусі, де на той час розпочалася «Операція Багратіон» та в Угорщині, де проходила «Дебреценська наступальна операція». Збройний супротив УПА на околицях Бабина тривав до кінця 1940-х років. Тоді ж, до села прибуло чимало депортованих українських сімей з Холмщини. Одночасно, звідси було депортовано практично все польське та чеське населення, яке у міжвоєнний період було достатньо чисельним.
У післявоєнні часи совєтської доби було збудовано дитячий садок, нову школу, колгосп, дві ферми, збільшено площу технічного ставу. Також на тривалий період було закрито церкву Івана Богослова (УПЦ МП).
З настанням незалежності України, у 1990-х роках було відновлено українську православну церкву та відкрито два молитовні будинки протестантськими громадами. У 2012 році припинив своє функціонування цукровий завод. Починаючи від січня 2021 року село Бабин — центр Бабинської об'єднаної територіальної громади в Рівненському районі, Рівненської області.
24 травня 2022 року на Бабинському цукрозаводі сталася пожежа. Згоріла частина «старого цеху» який було зведено в 1913 році.

## Населення
- Станом на 1629 рік — близько 86 димів.[7]
- Під час Хмельниччини, станом на 1651 рік — бл. 41 дим.
- Станом на 1795 рік — 75 димів
- Станом на 1925 рік — 966 осіб.
- Станом на жовтень 1936 року — 1400 осіб
- Станом на 1973 рік — 798 дворів та 2510 осіб.[8]
- Згідно з переписом 1989 року чисельність наявного населення села становила 2525 осіб, з яких 1167 чоловіків та 1358 жінок.[9]
- Станом на 2001 рік — 2394 особи[10].

## Інфраструктура
Дитячий садок, ліцей, Будинок культури, парк-сквер, стадіон, 4 храми, кладовище, ковбасний цех, пекарня, рибний цех, декілька магазинів. Селом пролягає траса міжнародного значення Е40.

## Водойми та ліс
Бабин має мережу ставків, що діляться на: малий технічний став; великий технічний став; старий став (зг. 1624 рік); став біля лісу. Між ними протікає річка, що бере початок у місцевому лісі та впадає у Горинь в селі Ілліні. У 1806 році вона згадується, як — «річка Вовчого млина». Бабинський ліс у 1917 році згадується як — «Таращанський ліс». У 1920-30-х роках на його узліссі розташовувався фільварок Турчин, у совєтську добу — садиба лісника. У 1990-х роках було висаджено новий ліс при трасі Е40.

## Відомі мешканці
- Семен Бабинський — власник Бабина, намісник вінницький, староста житомирський, королівський дворянин, слуга князів Острозьких. Воєначальник, учасник військових кампаній та битв під проводом Костянтина Острозького.
- Іван Бабинський — власник Бабина, перший із відомих фундаторів найдавнішої з відомих церков у Бабині Святої Пречистої (1620).
- Павло Пащевський — капелан Армії УНР, настоятель церкви Івана Богослова у 1924 —1926 роках.
- Євген Білецький — генерал-підпоручник Тилу Дієвої Армії УНР. Організатор працевлаштування й поселення інтернованих старшин та козаків Дієвої Армії УНР при Бабинському цукрозаводі.
- Микола Годун — український художник-живописець.

## Російсько-українська війна (2014 —)
З початком російсько-української війни у лютому 2014 року та широкомасштабного вторгнення РФ в Україну 24 лютого 2022 року, чимало мешканців Бабина вступили до лав ЗСУ для захисту батьківщини. У селі діє волонтерський центр.
Перелік уродженців та мешканців села Бабина, які загинули на війні з РФ:
- Левчук Сергій Віталійович (03.03.1976 — 10.11.2014)
- Дубич Микола Миколайович (30.04.1971 — 05.03.2022)
- Радовенчик Антон Миколайович (16.05.2003 — 07.03.2022)
- Дзюба Сергій Олександрович (05.07.1969 — 14.03.2022) уродженець села Андрусіїв.
- Кубай Юрій Сергійович (10.04.1985 — 10.06.2022)
- Володимир Суванов (1978 — 10.06.2023)
- Їхало Олександр Борисович (31.08.1982 — 19.10.2023)
- Петрик Тарас Миколайович (24.07.1989 — 03.05.2024)

## У літературі
- Альбрехт-Станіслав Радивил. «Пам'ятки».
- Тадеуш-Єжи Стецький «З бору і степу. Образи й пам'ятки». Краків 1888.
- Улас Самчук. «На коні вороному». Торонто 1971—1974.
- Руслана Давидюк. «Трудова колонія інтернованих Армії УНР у Бабині». Реабілітовані історією. Том. 10. Рівне – Житомир 2021.
- Руслана Давидюк. Реабілітовані історією. В інтер’єрі міжвоєнної Волині: біограми політичних емігрантів – учасників Української революції. «Простір-М» Рівне – Львів, 2023.

## У художньому мистецтві
- Микола Годун — український художник-живописець.

## Галерея

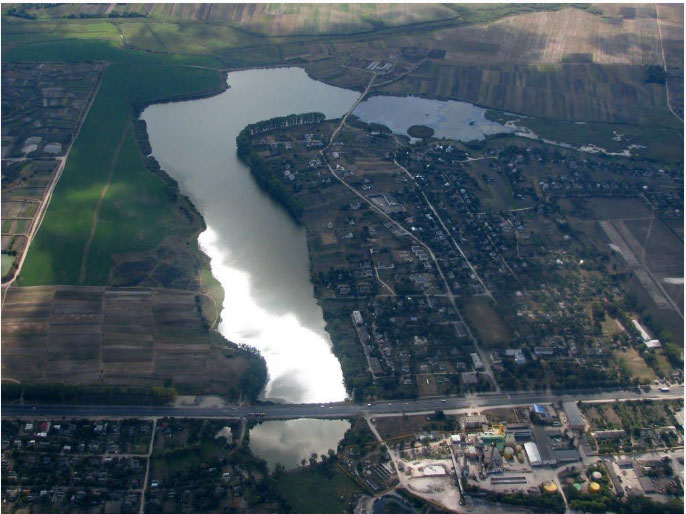
Бабин з висоти (2010 р.)
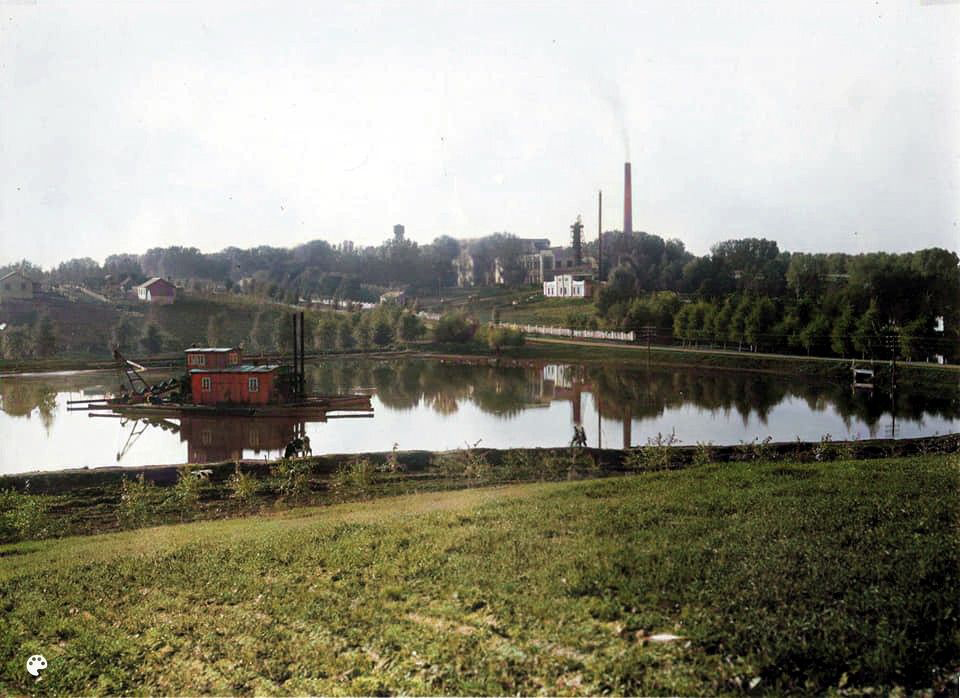
Вид на цукрозавод. 1970-ті
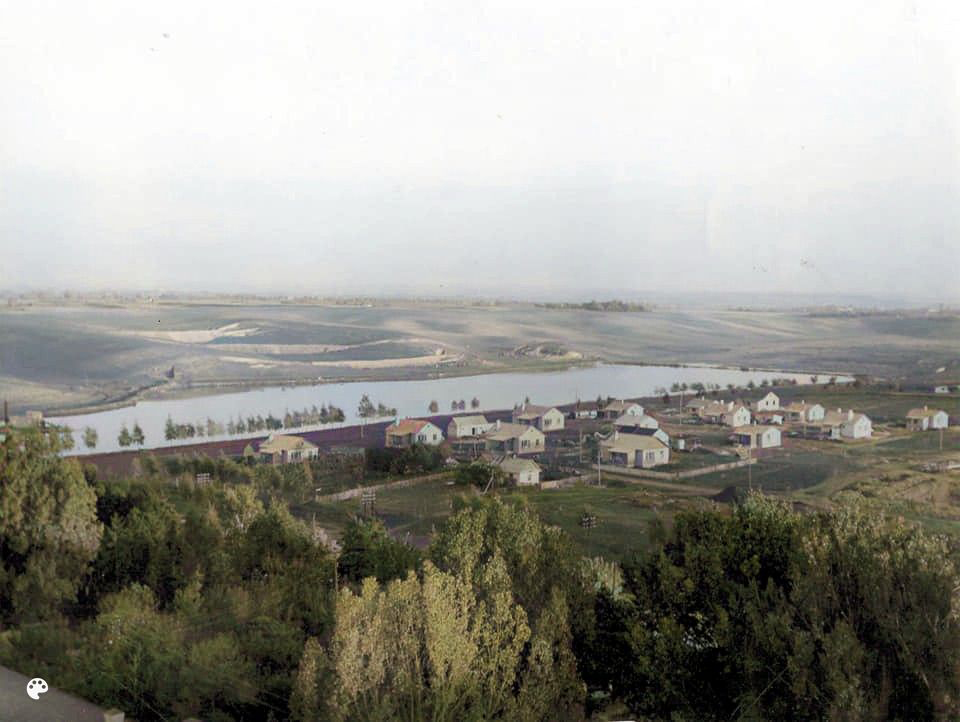
Панорама Бабина, 1970-ті. Вид на стару греблю.
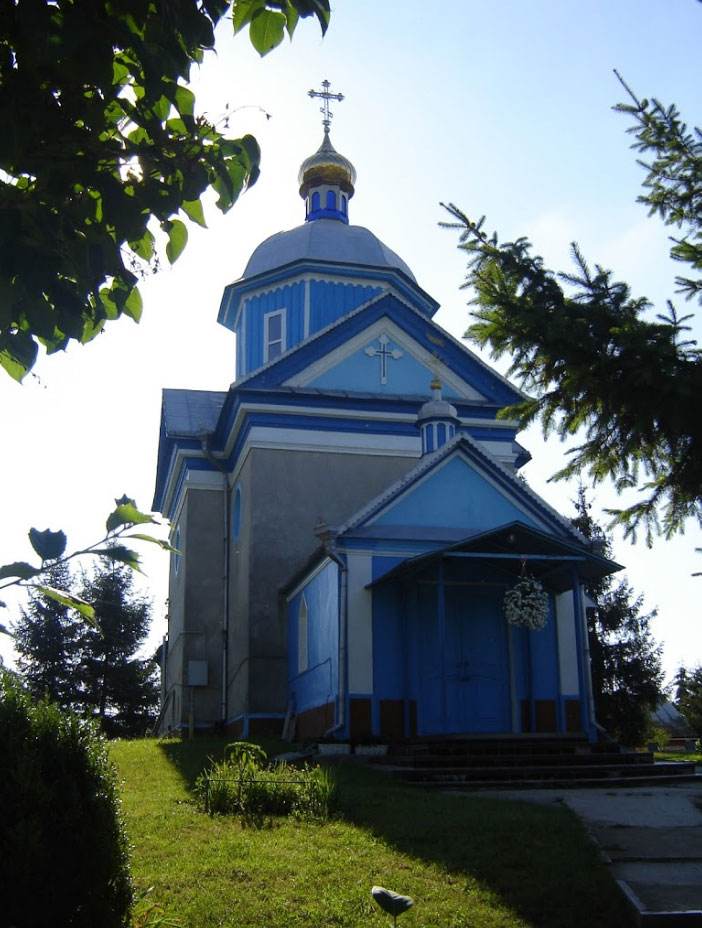
Церква Івана Богослова. 1839р. УПЦ(МП)
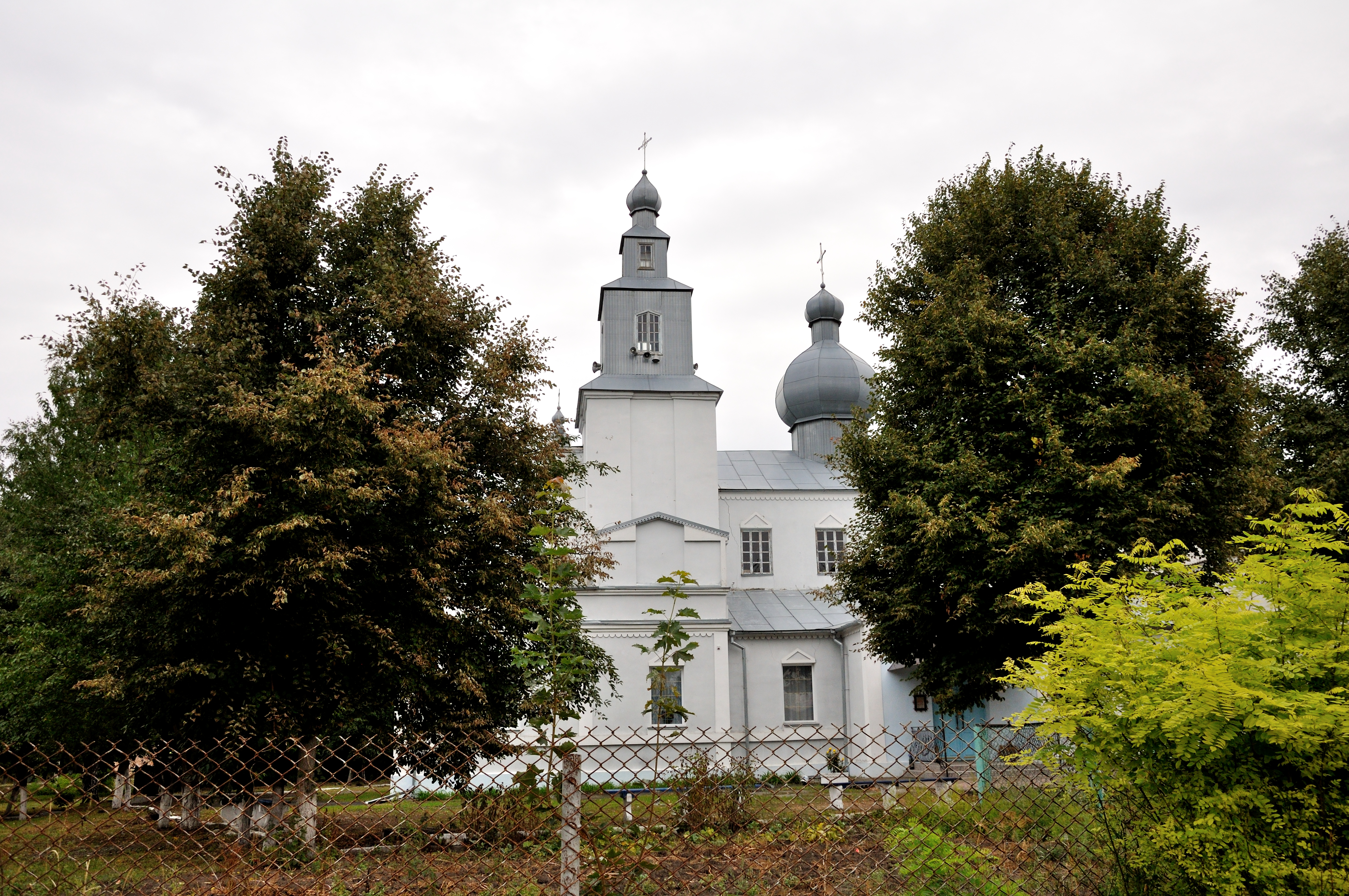
Церква Івана Богослова. 1939. ПЦУ